# Papacha

Il comandante ed eroe armeno Andranik indossa una papakha.

La papacha (georgiano: ფაფახი pʰapʰaxi; in ucraino папаха?, papacha; in russo папа́ха?, Papacha; armeno: փափախ; azero: papaq), conosciuta anche con il nome di cappello d'Astrachan', è un cappello maschile, di lana, tipico del Caucaso.
Esistono vari tipi di papacha, ad esempio le papacha georgiana sono di lana e di forma circolare. Invece ci sono due tipi di papacha russe. La papacha, cappello alto di pelliccia, di solito di karakul, di forma cilindrica, che viene indossato in modo che il bordo copra le tempie. Alcune hanno dei paraorecchie che possono essere ripiegati quando non vengono utilizzati. L'altro è chiamato kubanka, è simile alla papacha, anche se più piccola e senza i paraorecchie.
La papacha è tipica soprattutto delle regioni montuose della Georgia: le zone di Pshavi, Khevi, Mtiuleti e Tuscezia. 
Sono usate anche dai ceceni e da altri popoli Caucasici e vennero introdotti, come parte della divisa dell'esercito Russo durante le campagne del Caucaso, facenti parte ufficialmente, dal 1855, dell'uniforme dei Cosacchi, e più tardi, per il resto delle truppe di cavalleria.
Poco dopo la Rivoluzione russa, la papacha venne ritirata dall'uniforme della nuova Armata Rossa a causa della sua associazione con il vecchio Impero russo, e, per il fatto che molti reggimenti cosacchi avevano combattuto contro i bolscevichi. Durante la Guerra civile russa, anche molti cavalieri e ufficiali bolscevichi (come Vasilij Čapaev) indossavano papacha o kubanka perché molti di loro arrivavano dalle file cosacche.
La papacha fa di nuovo parte della divisa nel 1935, ma nel 1941 venne riservata ai colonnelli, ai generali e ai marescialli, diventando un simbolo degli alti ranghi militari. Nel 1994, è stata nuovamente rimossa dalla divisa, pare, su richiesta di chi la indossava, che trovava il cappello inefficace, perché la papacha è relativamente piccola e non protegge adeguatamente le orecchie, il che può essere accettabile per il clima caucasico, ma non quando le temperature sono più basse.
Il fatto di rimuovere la papacha è stato visto in alcuni ambienti come un modo, per il regime di Boris El'cin, di abbandonare le vecchie tradizioni sovietiche e simbolicamente dimostrare l'impegno del Paese verso un nuovo orientamento politico. 
Dal 2005, la papacha viene nuovamente utilizzata dall'esercito russo.

## Galleria d'immagini

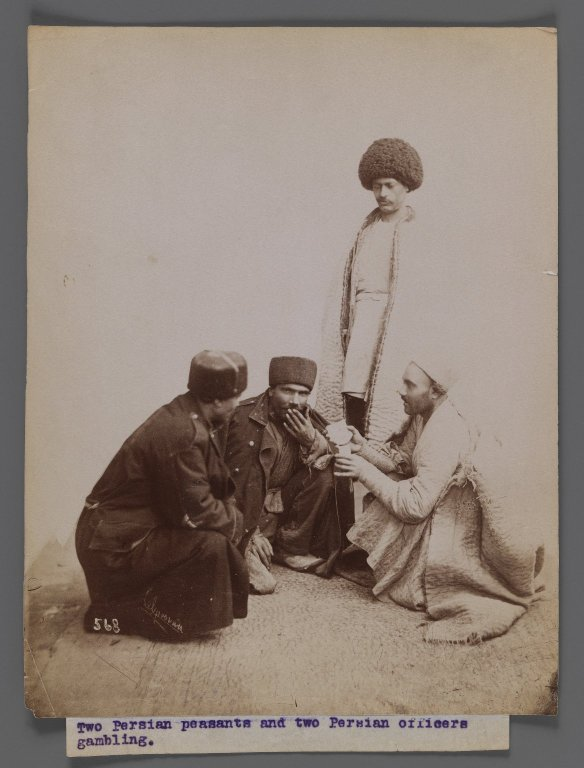
Due contadini persiani e due ufficiali dell'esercito persiano che indossano la papacha. Foto scattata tra il 1876 ed il 1933, Brooklyn Museum
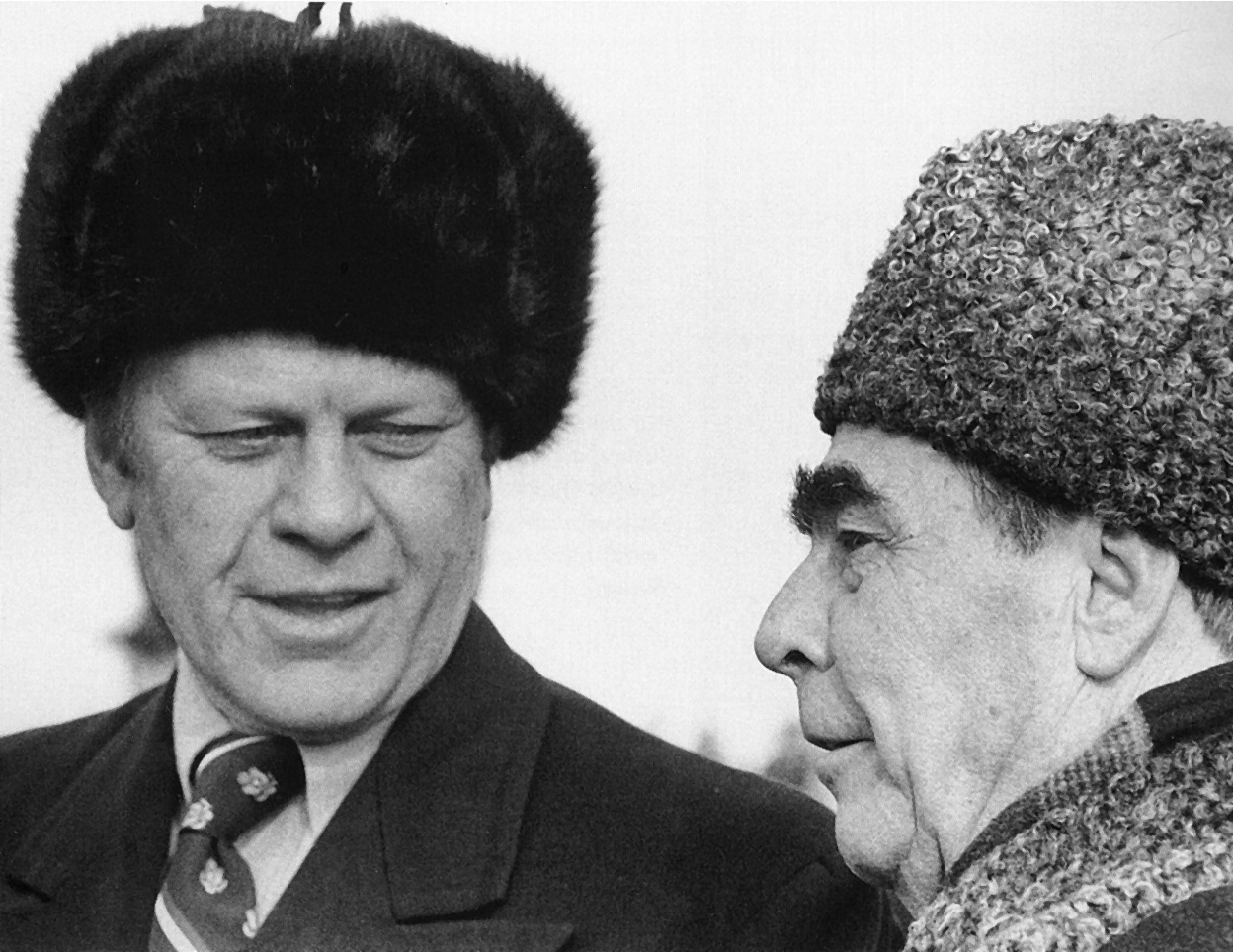
Leonid Breznev (a destra) indossa una papacha, mentre Gerald Ford porta un'ušanka, nel 1974 a Vladivostok.
Il poeta Vazha Pshavela indossa una papacha georgiana.